# Агуљаро
Агуљаро (итал. Agugliaro) је насеље у Италији у округу Виченца, региону Венето.
Према процени из 2011. у насељу је живело 738 становника. Насеље се налази на надморској висини од 13 м.

## Становништво
Према резултатима пописа становништва 2011. у општини је живело 1.936 становника.
| 1931. | 1936. | 1951. | 1961. | 1971. | 1981. | 1991. | 2001. | 2011. |
| ----- | ----- | ----- | ----- | ----- | ----- | ----- | ----- | ----- |
| 2.011 | 2.041 | 1.969 | 1.438 | 1.173 | 1.249 | 1.249 | 1.251 | 1.936 |